# Cargill
Cargill, Inc. – koncern zajmujący się dostawą produktów i usług dla przemysłu rolno-spożywczego, prowadzi bardzo szeroką działalność produkcyjno-handlową (m.in. handel zbożem i roślinami oleistymi; przetwarzanie: roślin oleistych, wieprzowiny, wołowiny i drobiu; handel: bawełną, cukrem, koncentratami soków owocowych; produkcja: pasz, syropów glukozowych, wyrobów stalowych, powłok chemicznych, nawozów azotowych), a także wydobycie soli oraz usługi finansowe.
Siedziba główna znajduje się w USA, w Minneapolis, w stanie Minnesota.

## Historia
Początki koncernu sięgają 1865 roku, kiedy to założyciel koncernu William Wallace Cargill stał się właścicielem elewatora zbożowego w Conover, w stanie Iowa, z czasem rozszerzając swą działalność o kolejne świeżo zasiedlane zachodnie tereny USA, jak również o kolejne podmioty (m.in. ubezpieczenia, młyn zbożowe, wydobycie węgla, rolnictwo, nieruchomości).
Po śmierci założyciela, który pozostawił po sobie pewne zadłużenie, zarządzanie przedsiębiorstwem przejął John MacMillan, podjął się on zadania ratowania przedsiębiorstwa, przystąpił więc do negocjacji z bankami, aby te przedłużyły spółce czas na spłacenie kredytów, zlikwidował też część działalności, wykraczające poza dochodowy obrót zbożem, przeniósł centralę do Minneapolis i stworzył plan zredukowania obciążenia kredytowego, oraz ulepszone procedury księgowe, zapewniające kierownictwu lepszy obraz finansowej kondycji przedsiębiorstwa. W ciągu sześciu lat zadłużenie zostało spłacone, a spółka Cargill znalazła się w sytuacji umożliwiającej jej dalszy rozwój.
Przed 1940 rokiem spółka poszerzyła swą działalność o produkcję pasz, przetwórstwo soi oraz nasiona i olej roślinny.
W latach 50. XX wieku koncern stał się jednym z większych międzynarodowych przedsiębiorstw zajmujących się obrotem i przetwórstwem płodów rolnych i innych towarów.
Pod kierownictwem Whitneya MacMillana, koncern rozszerzył działalność o przetwórstwo wołowiny, wieprzowiny i drobiu, produkcję stali, przetwórstwo owoców cytrusowych, handel ropą naftową oraz produkcję nawozów.
W 2019 roku firma była obecna w 125 krajach i zatrudniała 160 tysięcy pracowników w 70 krajach.

## Państwa w których Cargill ma oddziały

### Afryka
Ghana, Kenia, Zambia, Maroko, Nigeria, RPA, Tanzania, Wybrzeże Kości Słoniowej, Zimbabwe

### Ameryka Środkowa/Karaiby
Bonaire, Kostaryka, Dominikana, Gwatemala, Honduras, Nikaragua

### Ameryka Południowa
Argentyna, Boliwia, Brazylia, Chile, Kolumbia, Paragwaj, Peru, Urugwaj, Wenezuela

### Ameryka Północna
Meksyk, Kanada, Stany Zjednoczone Ameryki (USA)

### Azja
Australia, Chiny, Indie, Indonezja, Japonia, Korea Południowa, Malezja, Pakistan, Filipiny, Singapur, Tajwan, Tajlandia, Wietnam

### Bliski Wschód
Egipt, Zjednoczone Emiraty Arabskie

### Europa
Austria, Belgia, Bułgaria, Dania, Finlandia, Francja, Grecja, Hiszpania, Holandia, Irlandia, Niemcy, Polska, Portugalia, Rumunia, Rosja, Szwecja, Szwajcaria, Turcja, Ukraina, Węgry, Włochy, Wielka Brytania

## Działalność w Polsce
Cargill swą działalność w Polsce rozpoczął w 1991 roku, kiedy to powstało warszawskie biuro firmy.
Pierwsza fabryka powstała w 1992 roku w Sierpcu przez modernizację istniejącej wytwórni pasz. Następnie powstały wytwórnie w Siedlcach (1995), w Bielanach Wrocławskich (1996, rozbudowywane w 2004 i 2008 roku), w Krzemieniewie i Ropczycach (1997), w Pruszczu Gdańskim (1998) oraz w Krzepicach w 2000 roku.
W 2006 roku koncern przejął spółkę Degussa Texturant Systems mającą filię w Kaliszu.
W 2011 roku koncern przejął firmę Provimi.
Od 2018 r. Cargill jest obecny na polskim rynku mięsa poprzez przejęcie 100 proc. udziałów nowosądeckiej Grupy Konspol.
Obecnie koncern działa w Polsce pod nazwą Cargill Poland Sp. z o.o.